# ناظم‌آباد
ناظم‌آباد یکی از روستاهای استان آذربایجان شرقی است که در دهستان قشلاق بخش مرکزی شهرستان اهر واقع شده‌است.این روستا ۲۵۰ نفر جمعیت دارد.